# N-03D
docomo STYLE series N-03D（ドコモ スタイル シリーズ エヌ ゼロ さん ディー ）は、NECカシオ モバイルコミュニケーションズによって開発された、NTTドコモの第3世代移動通信システム（FOMA）端末である。docomo STYLE seriesの端末。

## 概要
N-06Bの後継機であるが、事実上はN-05C後継機とされ、こちらはスライド式ではなく折りたたみ式である。

1000mAhの大容量バッテリーを採用しており、ボディのフロント面にはネイルアートやコスメのようなラメとグロスを組み合わせた「グリッターデザイン」の塗装が施されている。またN-05Cと違い、Wi-Fi機能及びタッチパネルは搭載していない。

## 主な機能
| 主な対応サービス                   | 主な対応サービス                                                    | 主な対応サービス                       | 主な対応サービス                                 |
| ---------------------------------- | ------------------------------------------------------------------- | -------------------------------------- | ------------------------------------------------ |
| タッチパネル                       | FOMAハイスピード7.2Mbps(受信)／5.7Mbps(送信)                        | Bluetooth                              | DCMX／おサイフケータイ                           |
| iアプリオンライン／地図アプリ      | 直感ゲーム／メガiアプリ                                             | iウィジェット                          | マチキャラ／iコンシェル                          |
| ホームU／ポケットU                 | GPS／ケータイお探し                                                 | デコメール／デコメ絵文字／デコメアニメ | iチャネル                                        |
| 着もじ                             | テレビ電話／キャラ電                                                | ケータイデータお預かりサービス         | フルブラウザ                                     |
| おまかせロック／ バイオ認証        | 外部メモリーへiモードコンテンツ移行／ユーザーデータ一括バックアップ | トルカ                                 | iC通信／iCお引越しサービス                       |
| きせかえツール／ダイレクトメニュー | バーコードリーダ／名刺リーダ                                        | 2in1                                   | エリアメール／ソフトウェアーアップデート自動更新 |
| GSM／3Gローミング（WORLD WING）    | 着うたフル／うた・ホーダイ                                          | Music&Videoチャネル／ビデオクリップ    | デジタルオーディオプレーヤー(WMA)(AAC)(SD-Audio) |

## 搭載アプリ
以下のiアプリやiウィジェットがプリインストールされている他、dマーケットなどから様々なアプリケーションをダウンロードし、追加でインストールが可能となっている。
| - ミスタードリラー 体験版 - 太鼓の達人 体験版 - MUSICアプリ - 地図アプリ - DCMXクレジットアプリ - iD設定アプリ - ドコモWebメール - マクドナルド トクするアプリ - E★エブリスタアプリ - twitterアプリ - Gガイド番組表リモコン - 楽オク☆アプリ - i Bodymo - お天気アプリ - ドコモ料金案内 - いつもNAVI[海外] - 音楽パズル ルミネス - モバイルGoogleマップ | - フォト文字クリエイター - 日英版しゃべって翻訳 - iCタグリーダー - モバイルSuica登録用iアプリ - FOMA通信環境確認アプリ - iアプリバンキング - 電子マネー「nanaco」 - ゴールドポイントカード - ビックポイント機能付きケータイ - ANAモバイルAMCアプリ - 鏡リュウジ★今日の運勢 - ソラダスお天気予報ウィジェット - 駅探乗換案内 - ルナルナ★女性の医学 - 今の為替と株価 - iC通信アプリ - おサイフケータイ Webプラグイン |

## 歴史
- 2011年10月18日 - NTTドコモより発表。
- 2011年12月9日 - 全国一斉発売予定。[1]